# Richard Mallié
Pour les articles homonymes, voir Mallié.
 (juin 2021).
Si vous disposez d'ouvrages ou d'articles de référence ou si vous connaissez des sites web de qualité traitant du thème abordé ici, merci de compléter l'article en donnant les références utiles à sa vérifiabilité et en les liant à la section « Notes et références ».
Richard Mallié, né le 26 octobre 1948 à Besançon, est un homme politique français ayant occupé le poste de maire de Bouc Bel Air.  

## Parcours
Richard Mallié est père de trois enfants et grand-père de 5 petits-enfants[réf. nécessaire]. 
Il est militant d'une corporation au cours de ses études dentaires à l'université d'Aix-Marseille avant de prendre sa carte au Parti républicain en 1981. Il devient secrétaire de circonscription en 1988, puis maire de Bouc-Bel-Air en 1989, réélu en 1995 et en 2001, année où il devient également conseiller général du canton de Gardanne[réf. nécessaire]. 
Son élection en 2001 est cependant invalidée par le tribunal administratif de Marseille, statuant sur saisine de la Commission nationale des comptes de campagne et des financements politiques, en raison d'infractions aux règles relatives au financement des campagnes électorales. Il n'avait pas dépassé le plafond des dépenses mais il avait trop de dépenses financées par lui-même ; ses recettes étaient légales. 
Son inéligibilité pour une période d'un an est confirmée en 2002 par jugement définitif du Conseil d'État. 
En 1994, il devient le 1er vice-président de la Communauté du Pays d'Aix.
Candidat pour la première fois aux élections législatives en 2002, Richard Mallié est élu député dans la 10e circonscription des Bouches-du-Rhône (Gardanne), en battant le député communiste. Il est réélu le 17 juin 2007. Il fait partie du groupe UMP. Secrétaire de l'Assemblée Nationale entre 2005 et 2007, il est élu au poste de premier questeur le 27 juin 2007.
À ce poste, rapporte Mediapart, il confie diverses tâches personnelles à son majordome telles que la livraison de meubles à ses proches ou des achats personnels. Selon le journal d'investigation, il « semble [également] que Richard Mallié ait fait montre, pendant son mandat, d’une vigilance relative face aux pratiques de lobbying »,. Richard Mallié répond : « Son contrat stipulait qu’il était à mon service, il était donc à mon service. Je n’ai jamais abusé. »
Le 14 juillet 2010, il est membre fondateur du Collectif parlementaire de la Droite populaire.
Il est battu en triangulaire lors des élections législatives de 2012 par le candidat EELV François-Michel Lambert. En 2014, il est réélu maire de Bouc-Bel-Air.
Il est réélu conseiller départemental en 2015 et en 2021.
Lors des élections municipales de 2020, la liste qu'il dirige l'emporte dès le 1er tour, avec 63,2 % des voix contre deux listes adverses.
En juin 2025, il quitte ses fonctions de maire de Bouc-Bel-Air mais demeure conseiller départemental et le 6 juillet 2025, son premier adjoint Mathieu Piétri lui succède.

## Fonctions à l'Assemblée nationale
- Questeur de l'Assemblée nationale du 27 juin 2007 au 17 juin 2012.
  - Questeur, membre de la Délégation chargée des activités internationales
  - Questeur, membre de la Délégation chargée d'examiner la recevabilité des propositions de loi
  - Questeur, membre du groupe de travail sur le régime de pension des députés
  - Membre du groupe de travail sur la prévention des conflits d'intérêts
- Commission : Commission des finances, de l'économie générale et du contrôle budgétaire (Membre)
- Groupe d'amitié : Arménie (Vice-Président), Canada (Vice-Président), Corée du Sud (Secrétaire), Malte (Secrétaire), Nouvelle-Zélande (Secrétaire)
- Groupe d'études : Tibet (Vice-Président), Trufficulture (Vice-Président), Alimentation et santé (Membre), Artisanat et métiers d'art (Membre), Biocarburants (Membre), Chasse (Membre), Commerce des armes légères et de petit calibre (Membre), Construction et logement (Membre), Contrefaçon (Membre), Fruits et légumes (Membre), Maladies orphelines (Membre), Partenariats publics et privés (Membre), PME (Membre), Professions libérales (Membre)

## Organismes extra-parlementaires
- Membre titulaire du conseil de l'immobilier de l'État jusqu'en 2012.

## Prises de position
Richard Mallié, dans la ligne de la Droite populaire, s'est montré :
- Pour la peine de mort[7],[8]
- Pour le travail le dimanche[9]
- Pour la baisse du budget de l'Assemblée Nationale et contre le gaspillage d'argent public[10],[11]
- Pour le maintien du nombre départemental sur les plaques d'immatriculation
- Contre le droit de vote des étrangers[12]
- Contre l'entrée de la Turquie dans l'Union Européenne
- Contre la théorie du genre[13]
- Contre la loi Bichet[14],[15].
- Contre la suppression des panneaux ou des avertisseurs de radars[16]